# Франсуа Валь
Франсуа Валь (François Wahl, нар. 13 травня 1925 року, Париж – пом. 15 вересня 2014, Авільї-Сен-Леонар, департамент Уаза) — французький філософ і видавець.

## Біографія
У віці 18 років Франсуа Валь втратив батька, який був менеджером паризької Galeries Lafayette і якого видали як єврея в 1943 році. Після його загибелі в концтаборі Аушвіц він приєднався до Руху Опору і повернувся до Парижа в 1944 році, коли місто було звільнено. Там він познайомився з Елі Візелем і разом з підпільною організацією Лехі боровся за незалежність Ізраїлю.
Вал вивчав філософію в Парижі та почав працювати в паризькому видавництві Éditions du Seuil у 1956 році, де разом із Полем Рікером заснував серію «Філософський порядок» (L'Ordre philosophique). Валь займався публікацією праць зі структуралізму та опікувався доробком таких авторів, як Ролан Барт і Жак Лакан.
У 1991 році Валь залишив видавничу діяльність, щоб повністю присвятити себе письменництву і публікувався спочатку в Éditions du Seuil, а пізніше у Fayard у Парижі.

## Особисте життя
Валь співмешкав з кубинським поетом і драматургом Северо Сардуї до його смерті в 1993 році. Він був другом Мішеля Фуко та Поля Вена.

## Публікацій
- Philosophie: La philosophie entre l'avant et l'après du structuralisme . Editions du Seuil, Париж 1973, ISBN 2-02-000623-5 .
- Introduction au discours du tableau. (= L'ordre philosophique). Editions du Seuil, Париж 1996, ISBN 2-02-028985-7 .
- Le Perçu, Fayard, Париж 2007, ISBN 978-2-213-63441-8.